# شجيرات فقاعات الدم
شجيرات فقاعات الدم(باليابانية: 血玉樹، بالروماجي: Ketsugyokuju) (بالإنجليزية: Blood-bubble Bushes)‏ هي مانغا يابانية من تأليف ورسم جونجي إيتو، نشرت من قبل أساهي سونوراما [الإنجليزية] في مجلة هالوين الشهرية [الإنجليزية]، منذ عام 1988 حتى نوفمبر عام 1993، تم تجمع فصول المانغا من قبل أساهي سونوراما في مجلد تانكوبون واحد، نشر في مايو عام  هذه المانغا هي المجلد الثامن من مجموعة جونجي إيتو.

## القصة
- شجيرات فقاعات الدم (باليابانية: 血玉樹، بالروماجي: Ketsugyokuju)

تدور أحداث القصة عن أنساي وكانا اللذان يصطدم شيء بسيارتهما، ويرون دماء تنتشر على الزجاج الأمامي للسيارة، توقفون خشية أن يصطدموا بشيء ما، ومع ذلك لا يمكنهم العثور على أي جثة في الطريق، في وسط ويتجولون بحثًا عن المساعدة، يصلون إلى كوخ مليء الأطفال الصغار، الذين لا يتحدثون بل يضحكون فقط. يغادر أنساي وكانا الكوخ، لكنهما يعرضان لهجوم من قبل الأطفال الذين كانوا يتبعونهما.
- متاهة لا تطاق (باليابانية: 耐え難い迷路، بالروماجي: Taegatai Meiro)

- سيف المنعش (باليابانية: リ・ アニメーターの剣، بالروماجي: Re-animator no Ken)

- الوصية (باليابانية: 遺書، بالروماجي: Isho)

- الجسر (باليابانية: 橋، بالروماجي: Hashi)

- منطق الشيطان (باليابانية: 悪魔の論理، بالروماجي: Akuma no Ronri)

- غرفة مشتركة (باليابانية: 相部屋، بالروماجي: Aibeya)